# Gare d’Agen
Gare d’Agen – stacja kolejowa w Agen, w departamencie Lot i Garonna, w regionie Nowa Akwitania, we Francji. Znajduje się na linii Bordeaux – Sète. Jest to druga stacja w regionie Akwitania pod względem liczby pasażerów za Bordeaux z ponad 1,3 mln pasażerów w 2009 roku, w tym 800,000 TGV.

## Historia
Kolej pojawiła się w Agen w 1850. Stacja została wybudowana w latach 1854-1858.
Hala dworca została zaprojektowana przez biuro projektowe Gustave Eiffel i wybudowana w latach 1864–1866.
Pierwszy pociąg zatrzymał się w Agen w 1856 roku.
Stacja ta była obsługiwana przez Compagnie des chemins de fer du Midi et du Canal latéral à la Garonne. W 1934 roku, Compagnie du Midi została włączona do Compagnie du chemin de fer de Paris à Orléans, ówczesnej firmy Paris-Orleans-Midi. Wreszcie, w 1938 r., wszystkie przedsiębiorstwa kolejowe zostały połączone i upaństwowione by utworzyć SNCF.